# 南京工程学院
南京工程学院，位于江苏省南京市，为江苏省属普通高校，是全国应用型本科院校专门委员会主任委员单位，全国服务特需硕士专业学位研究生培养单位联盟副理事长单位和中国产学研促进会常务理事单位，也是国家“卓越工程师教育培养计划”首批试点高校和国家“CDIO工程教育模式改革研究与实践”试点高校之一和江苏省协同创新中心培育建设单位。
学校是由两所分别隶属于原国家机械部和国家电力部的国家示范性高工专——南京机械高等专科学校和南京电力高等专科学校于2000年合并组建而成，2001年，原隶属于国家核工业部的南京工业学校并入学校。南京机械高等专科学校的前身是同济医工学堂（同济大学前身）于1915年创建的附设机师科，南京电力高等专科学校的前身是创建于1946年的江苏省立苏州高级工业职业学校。

## 历史沿革

### 南京机械高等专科学校
- 1915年，同济医工学堂（附设机师科）创建
- 1933年，改建同济高级职业学校
- 1950年，更名同济高级工业学校
- 1946年，江苏省立苏州工业学校创建
- 1951年，同济高级工业学校与江苏省立苏州工业学校（部分）合并，组建南京机器制造学校
- 1983年，升格为南京机械专科学校
- 1993年，更名为南京机械高等专科学校
- 1998年7月，由国家机械工业部划转江苏省管理
- 2000年6月，南京机械高等专科学校与南京电力高等专科学校正式合并升格，组建南京工程学院

### 南京电力高等专科学校
- 1946年，江苏省立苏州高级工业职业学校创建
- 1954年，改建南京电力学校
- 1986年，升格为南京电力专科学校
- 1992年，更名为南京电力高等专科学校
- 2000年2月，由国家电力公司划转江苏省管理
- 2000年6月，南京机械高等专科学校与南京电力高等专科学校正式合并升格，组建南京工程学院

### 南京工业学校
- 1983年，南京工业学校创建，隶属于国家核工业部；
- 2001年3月，并入南京工程学院。

## 院系设置
- 国际教育学院
- 机械工程学院
- 材料工程学院
- 能源与动力工程学院
- 电力工程学院
- 自动化学院
- 信息与通信工程学院
- 计算机工程学院
- 经济管理学院
- 建筑工程学院
- 艺术与设计学院
- 汽车与轨道交通学院
- 环境工程学院
- 人文与社会科学学院
- 外国语学院
- 数理部
- 体育部
- 工业中心
- 电力仿真与控制工程中心
- 继续教育学院
- 康尼学院